# وادي مجنونة
وادي مجنونة يُسمى باللغة العبرية وادي بيت هيعمك وهو وادٍ موسمي في الجليل الغربي. سُمّي بهذا الاسم نسبةً إلى بلدة بيت هيعمك التي يمر عبرها. يبدأ الوادي بين قريتي هار حالوتس وكسرى-كفرسميع، يعبر قرية المزرعة، ويصب في البحر الأبيض المتوسط بين مستعمرة شفي تسيون ومدينة نهاريا. يتميز مسار الوادي بكونه متعرجًا، ويمر عبر غابات متوسطية كثيفة.

## التسمية
سُمي بوادي مجنونة لأنه يتميز بتدفقه غير المنتظم، حيث يصعب التنبؤ بموعد تدفق مياهه بغزارة ومتى يتوقف عن الجريان حتى الموسم المقبل. بينما في اللغة العبرية سُمّي الوادي وتدي بيت هعيمك نسبةً إلى البلدة القديمة"بيت هعيمك"، التي ذُكرت كمعلم حدودي في أراضي سبط أشير.

## التاريخ
في السنوات 1959-1961، تم تنفيذ أعمال لتصريف مياه الوادي من قبل المجلس الإقليمي جعتون بالتعاون مع الصندوق القومي اليهودي، وذلك لمنع الفيضانات في الحقول المحيطة به. وفي عام 1964، تم تحديد مسارات للمشي على طول الوادي.

## روافد الوادي
تيار حشك (بالعبرية: נחל חשק)، تيار الرحراح، تيار غيتا (بالعبرية: נחל גיתה)، تيار معيسلة، تيار الزيتون، تيار جدّين.

## محمية الوادي
كروم الزيتون، أشجار بستان، غابة طبيعية: بلوط قلبريني وزيتون أرضي. موران الغابة، دُردار سوري، خروب، زمزريق أثيبي، سوسن نصراني، نباتات الأودية: قصب، قمح ونخل. الأرنب البري، الثعلب العادي، الباز العادي، البومة السمراء، الخنازير البرية، الضباع والذئاب.

## روابط خارجية
مزيد من المعلومات في ويكيميديا كومنز
- יערה שאלתיאל וסיון אורנאי, נחל בית העמק- סקר אתרים בתוואי הנחל, אתר רשות העתיקות - מינהל שימור, 2008